# Chilenische Fußballnationalmannschaft der Frauen/Weltmeisterschaften
Der Artikel beinhaltet eine ausführliche Darstellung der chilenischen Fußballnationalmannschaft der Frauen bei Weltmeisterschaften. Chile konnte sich erstmals bei der Fußball-Südamerikameisterschaft der Frauen 2018 für die WM-Endrunde 2019 qualifizieren und ist die fünfte südamerikanische Mannschaft der dies gelang.

## Die Nationalmannschaft bei Weltmeisterschaften

### Übersicht
| Jahr | Gastgeberland         | Teilnahme bis …    | Gegner                         | Ergebnis | Trainer       | Bemerkungen und Besonderheiten                                                                        |
| ---- | --------------------- | ------------------ | ------------------------------ | -------- | ------------- | --- |
| 1991 | Volksrepublik China   | nicht qualifiziert |                                |          |               | An Brasilien gescheitert                                                                              |
| 1995 | Schweden              | nicht qualifiziert |                                |          |               | An Brasilien und Argentinien gescheitert, das sich aber auch nicht qualifizieren konnte               |
| 1999 | USA                   | nicht qualifiziert |                                |          |               | An Brasilien, Peru und Kolumbien gescheitert, von denen sich nur Brasilien qualifizieren konnte       |
| 2003 | USA                   | nicht qualifiziert |                                |          |               | An Bolivien und Peru gescheitert                                                                      |
| 2007 | Volksrepublik China   | nicht qualifiziert |                                |          |               | An Ecuador, Argentinien und Uruguay gescheitert, von denen sich nur Argentinien qualifizieren konnte. |
| 2011 | Deutschland           | nicht qualifiziert |                                |          |               | An Brasilien und Kolumbien gescheitert                                                                |
| 2015 | Kanada                | nicht qualifiziert |                                |          |               | An Brasilien und Paraguay gescheitert, das sich aber auch nicht qualifizieren konnte                  |
| 2019 | Frankreich            | Vorrunde           | Schweden, Thailand und die USA |          | José Letelier | Als Vize-Südamerikameister qualifiziert.                                                              |
| 2023 | Australien/Neuseeland | nicht qualifiziert |                                |          |               | Im Finale der interkontinentalen Play-offs an Haiti gescheitert.                                      |

### Statistik
(Angaben inkl. 2023: Neun Weltmeisterschaften)
- nicht teilgenommen: nie (0 %)
- nicht qualifiziert: achtmal (88,9 %)
- qualifiziert: einmal (11,1 %)
  - Vorrunde: einmal (11,1 %)

## Die Turniere

### WM 1991 in der Volksrepublik China
Für die erste WM der Frauen, bei der den Südamerikanerinnen ein Startplatz zugestanden wurde, wollte sich auch Chile qualifizieren. Da aus Südamerika nur noch Brasilien und Venezuela Interesse hatten, gab es bei der ersten Südamerikameisterschaft der Frauen, die als Qualifikation für die WM diente, nur drei Spiele. Chile verlor das erste Spiel, ihr erstes Länderspiel überhaupt, gegen Brasilien mit 1:6 und gewann dann mit 1:0 gegen Venezuela. Da Brasilien mit 6:0 gegen Venezuela gewann, wurden die Brasilianerinnen erster Südamerikameister und fuhren zur WM.

### WM 1995 in Schweden
Vier Jahre später hatten sich schon fünf Mannschaften beworben, darunter auch wieder Chile, das seit der vorherigen Qualifikation nur ein Länderspiel bestritten hatte. Wieder diente die Südamerikameisterschaft gleichzeitig als Qualifikation für die WM. Chile startete zwar mit einem 11:0 gegen Bolivien, dem über 22 Jahre höchsten Sieg der Chileninnen, konnte dann aber nur beim 2:2 gegen Ecuador einen weiteren Punkt holen. Dazwischen gab es ein 1:6 gegen Brasilien und zum Schluss ein 0:1 gegen Argentinien. Brasilien wurde Gruppensieger vor Argentinien, musste dann aber im Finale nochmals gegen Argentinien antreten, gewann auch dieses mit 2:0 und fuhr als Südamerikas Vertreter zur WM.

### WM 1999 in den USA
Für die dritte Weltmeisterschaft bzw. die wieder als Qualifikation dienende Südamerikameister hatten alle 10 CONMEBOL-Mitglieder gemeldet, so dass in zwei Gruppen gespielt wurde. Chile hatte seit der letzten Südamerikameisterschaft kein Spiel mehr bestritten und gewann zwar das erste Spiel gegen Venezuela, verlor dann aber gegen Peru, Kolumbien und Brasilien. Damit wurde nur der vierte Gruppenplatz belegt, der nicht zum Einzug ins Halbfinale reichte. Brasilien setzte sich letztlich wieder durch und vertrat Südamerika bei der WM, wogegen Argentinien in den Interamerikanischen Playoffs an Mexiko scheiterte, so dass erneut nur eine südamerikanische Mannschaft teilnahm.

### WM 2003 in den USA
Eigentlich sollte die WM 2003 wieder in der Volksrepublik China stattfinden. Wegen der SARS-Epidemie wurde das Turnier kurzfristig in die USA verlegt. Damit fand die Weltmeisterschaft zum zweiten Mal in den USA statt. Südamerika hatte nun aber zwei feste Startplätze, so dass die Chancen für eine erfolgreiche Qualifikation etwas gestiegen war. In der Qualifikation, die wieder als Sudamericano Femenino 2003 ausgetragen wurde, musste Chile, das auch diesmal in der fünfjährigen Pause zwischen den Meisterschaften keine Länderspiele bestritten hatte, zunächst bei einem Turnier in Lima gegen Bolivien und Peru antreten. Chile verlor beide Spiele, womit die Meisterschaft schon nach zwei Spielen für die Chileninnen beendet war. Südamerika wurde dann in den USA von Brasilien und Argentinien vertreten.

### WM 2007 in der Volksrepublik China
Vier Jahre später fand dann die WM doch zum zweiten Mal in der Volksrepublik China statt. In der Sudamericano Femenino 2006, die wieder als Qualifikation diente, spielten die 10 CONMEBOL-Mitglieder zunächst in zwei Fünfergruppen vier Mannschaften für die Endrunde aus. Chile hatte nach der letzten Meisterschaft nur zwei nicht von der FIFA gezählte Spiele gegen Argentinien bestritten und beide mit 0:6 verloren. Gegner waren zunächst Ecuador, Argentinien, Kolumbien und Uruguay. Mit nur einem Sieg gegen Kolumbien, aber drei Niederlagen, wurde nur der letzte Platz belegt, während Argentinien und Brasilien wieder zur WM fuhren, wo Brasilien als erste südamerikanische Mannschaft das Finale erreichte aber gegen Titelverteidiger Deutschland verlor, der Argentinien im Eröffnungsspiel mit 11:0 besiegt hatte.

### WM 2011 in Deutschland
Für die WM in Deutschland konnten sich die Chileninnen erneut nicht qualifizierten. Dabei hatten sie diesmal die Pause zwischen den Meisterschaften genutzt und mehrere Länderspiele bestritten, sogar erstmals gegen Mannschaften anderer Konföderationen, und so starteten sie auch gut in die Sudamericano Femenino 2010. Mit drei Siegen wurden in der Vorrunde zunächst Argentinien, Ecuador, Bolivien, und Peru auf die Plätze verwiesen und die Finalrunde erreicht. In dieser reichte es aber nur zu zwei Unentschieden gegen Argentinien und Kolumbien. Durch eine Niederlage im letzten Spiel gegen Brasilien, das alle Spiele der Finalrunde gewann, mussten sie dann Kolumbien den Vortritt lassen, das sich überraschend gegen Argentinien durchsetzte und erstmals zur WM fahren konnte, dort aber die Vorrunde nicht überstand, während Brasilien zwar ungeschlagen blieb, im Achtelfinale aber im Elfmeterschießen an den USA scheiterte.

### WM 2015 in Kanada
Für die WM im Norden des Subkontinents wurde die Teilnehmerzahl auf 24 erhöht und Südamerika erhielt neben den zwei festen Startplätzen die Möglichkeit für den Dritten der Südamerikameisterschaft sich in inneramerikanischen Playoffs gegen den Vierten des CONCACAF Women’s Gold Cup 2014 zu qualifizieren. In der Qualifikation gewannen die Chileninnen zwar die ersten beiden Spiele der Vorrunde gegen Argentinien und Bolivien, verloren dann aber gegen Brasilien und Paraguay. Damit belegten sie nur den vierten Platz und schieden aus. Letztlich qualifizierten sich wieder Brasilien und Kolumbien direkt und Ecuador in den inneramerikanischen Playoffs gegen Trinidad & Tobago. Bei der Endrunde schied Ecuador aber bereits in der Vorrunde aus, die beiden anderen südamerikanischen Mannschaften im Achtelfinale.

### WM 2019 in Frankreich
In der Qualifikation setzen sich die Chileninnen zusammen mit den Brasilianerinnen in der Sudamericano Femenino 2018 durch. Dabei nutzten sie den Heimvorteil um zunächst mit zwei Siegen gegen Peru und Uruguay sowie zwei Remis gegen Kolumbien und Paraguay die Finalrunde zu erreichen, in der sie zwar zunächst gegen Brasilien verloren und gegen Kolumbien remis spielten, mit einem 4:0 gegen Argentinien aber noch den zweiten Platz und damit das WM-Ticket erreichten.
Bei der WM trafen sie im ersten Spiel erstmals auf Schweden. Die Chileninnen hielten 83 Minuten lang das 0:0, kassierten dann aber noch zwei Tore. Im zweiten Gruppenspiele gegen Titelverteidiger USA lagen sie nach der ersten Halbzeit mit 0:3 zurück, weitere Gegentore verhinderte Torhüterin Christiane Endler in der zweiten Halbzeit und wurde dafür als Spielerin des Spiels ausgezeichnet. Aufgrund der Ergebnisse der anderen Gruppen reichte im dritten Gruppenspiel gegen Thailand, auf das die Chileninnen auch erstmals trafen, ein Sieg mit drei Toren Differenz um das Achtelfinale zu erreichen. Bis zum ersten Tor dauerte es 48 Minuten, wobei die thailändische Torhüterin mithalf. In der 80. Minute konnte sich María Urrutia als erste chilenische WM-Torschützin auszeichnen. Sechs Minuten später hatte Francisca Lara die Chance per Strafstoß auf 3:0 zu erhöhen, traf aber nur die Torlatte. Trotz weiterer Angriffe gelang kein weiteres Tor und Chile schied als zweitschlechtester Gruppendritter aus, da Afrikameister Nigeria ein Tor weniger kassiert hatte.

### WM 2023 in Australien und Neuseeland
Für die erste WM der Frauen in der südlichen Hemisphäre mussten sich die Chileninnen bei der Copa América der Frauen 2022 qualifizieren. Nach einer 2:3-Auftaktniederlage gegen Paraguay gelangen zwar Siege gegen Ecuador (2:1) und Bolivien (5:0), durch eine 0:4-Niederlage gegen Gastgeber Kolumbien beendeten sie die Gruppenphase aber nur als Dritte. Im Spiel um Platz 5 trafen sie auf Venezuela. In der 65. Minute brachte Daniela Zamora ihre Mannschaft mit 1:0 in Führung, in der zweiten Minute der Nachspielzeit konnten die Venezolanerinnen aber noch ausgleichen, so dass es zum Elfmeterschießen kam, das die Chileninnen mit 4:2 gewannen. Damit haben sie noch die Chance sich bei einem interkontinentalen Play-off-Turnier im Februar 2023 in Neuseeland für die WM zu qualifizieren. Bei diesem Turnier war Chile für das Play-off-Finale gesetzt und traf dort auf den Sieger des Halbfinales zwischen dem Senegal und Haiti. Chile traf dann auf Haiti und verlor mit 1:2.

## Spiele
| Alle WM-Spiele |            |          |          |                |   |          |                             |
| Nr.            | Datum      | Ergebnis | Gegner   | Austragungsort |   | Anlass   | Bemerkungen                 |
| 1              | 11.06.2019 | 0:2      | Schweden | Rennes (FRA)   | * | Vorrunde | Erstes Spiel gegen Schweden |
| 2              | 16.06.2019 | 0:3      | USA      | Paris (FRA)    | * | Vorrunde |                             |
| 3              | 20.06.2019 | 2:0      | Thailand | Rennes (FRA)   | * | Vorrunde | Erstes Spiel gegen Thailand |